# Iglesia de Santa Bárbara (La Valeta)
La Iglesia de Santa Bárbara (en maltés: Knisja ta' Santa Barbara, en alemán: Kirche Sankt Barbara, en francés: Église Sainte-Barbara) es una iglesia católica situada en La Valeta, Malta. La iglesia fue construida para atender las necesidades espirituales de los caballeros de Provenza.

## Historia
La iglesia original fue construida en 1573 para la Provenza Langue de la Orden, siendo la iglesia de los bombarderos. Fue restaurada en 1601 y reconstruido por completo en 1739. Su exterior fue diseñado por el arquitecto italiano Romano Carapecchia y su interior fue diseñado por el arquitecto maltés Giuseppe Bonici ya que Carapecchia murió antes de que se completara la iglesia.
Figura en el Inventario Nacional de Bienes Culturales de las Islas Maltesas.

## Arquitectura
La iglesia fue construida en estilo barroco. En el centro de la fachada, justo encima de la puerta, se puede ver una gran estatua dorada de la Inmaculada Concepción. Fue erigido en 1904 para conmemorar el jubileo de la Inmaculada Concepción. Internamente, la iglesia tiene una planta central, con una cúpula ovalada típica del período barroco y que es una característica muy rara en las iglesias locales.

## En la actualidad
Hoy en día, la iglesia sirve como iglesia parroquial para las comunidades de habla inglesa, francesa y alemana. Es la única iglesia en Malta que tiene servicios celebrados en alemán y francés respectivamente. También se celebra una misa en tagalo todos los domingos.